# Zagórze (Żupawa)
Zagórze – część wsi Żupawa w Polsce położona w województwie podkarpackim, w powiecie tarnobrzeskim, w gminie Grębów.
W latach 1975–1998 Zagórze administracyjnie należało do województwa tarnobrzeskiego.